# Nono (Córdoba)
Nono è un comune argentino del dipartimento  di dipartimento di San Alberto, nella provincia di Córdoba Argentina.

È uno dei sette comuni della valle di Traslasierra e prende il nome ("nono" in spagnolo argentino significa mammelle) dalla vicinanza di due dorsi che ricordano alle mammelle di una donna.
Nono è nota per il suo museo politematico, il Museo Rocsen e per essere la prima sede di una produttrice di vodka in Argentina (1919) fondata dall'immigrato russotedesco Nikolaj von Rennenkampf.

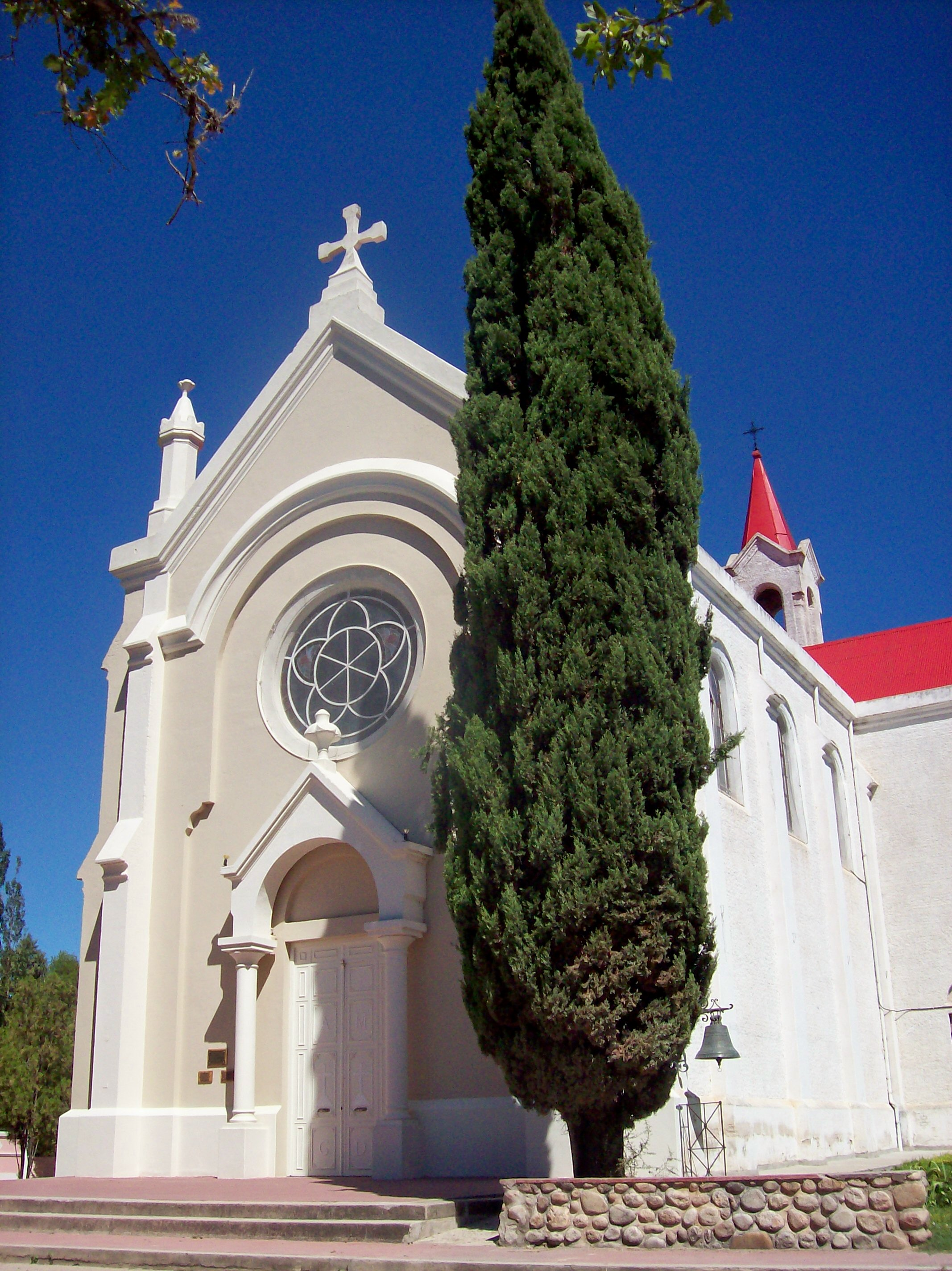
Iglesia parroquial San Juan Bautista / Chiesa parrocchiale San Giovanni Battista
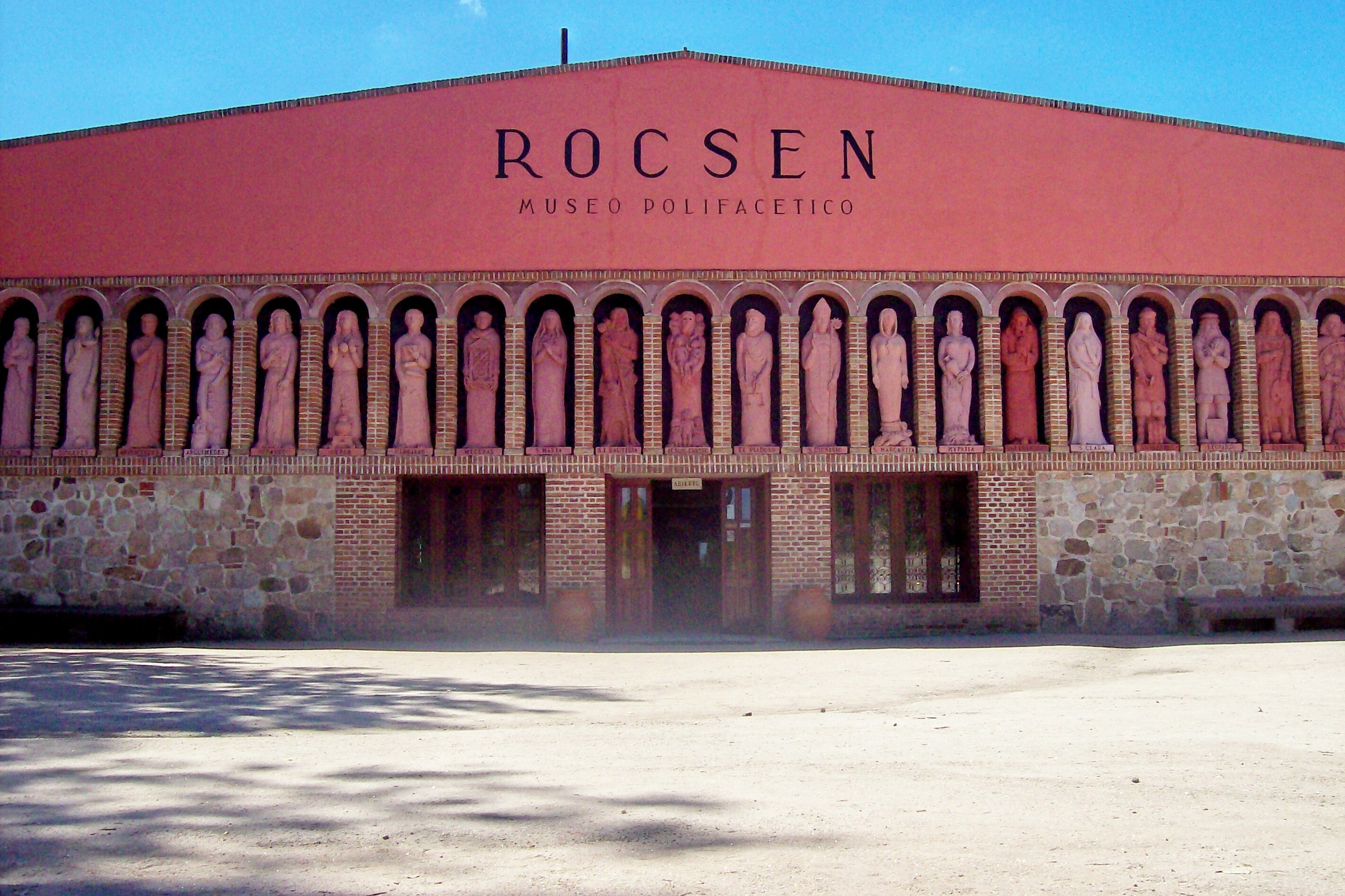
Facciata dil Museo Rocsen.
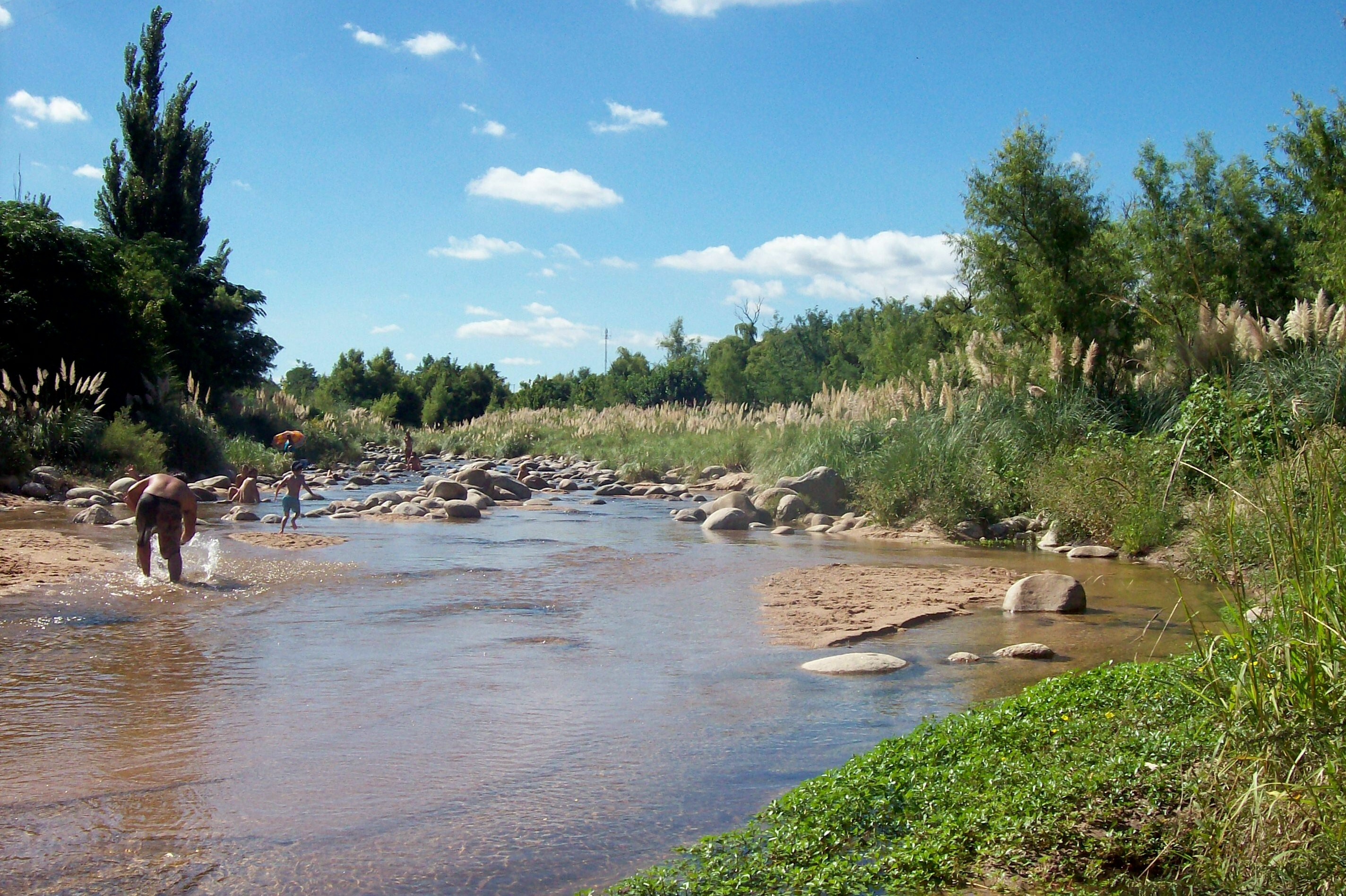
Río Chico de Nono (Fiuimicino di Nono)
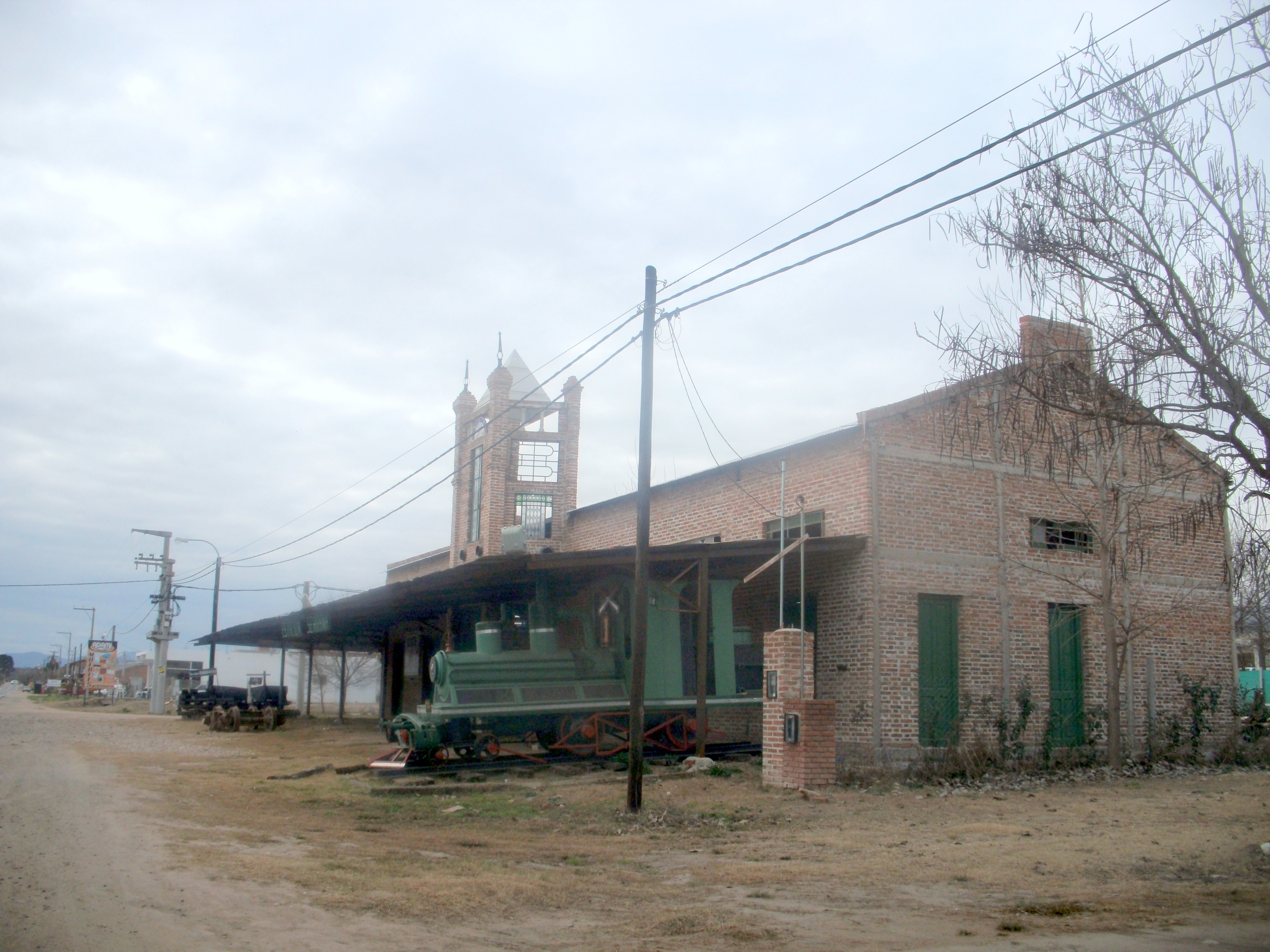
Hotel Estación Serrana que recrea la vida ferroviaria del pueblo / Hotel Stazione Montanara che ricrei la vita ferroviaria del paese.